# Neocossyphus
A Neocossyphus a madarak osztályának verébalakúak (Passeriformes) rendjébe és a rigófélék (Turdidae) családjába tartozó nem.

## Rendszerezésük
A nemet Gustav Fischer és Anton Reichenow írták le 1884-ben, az alábbi 2 faj tartozik ide:
- vörösfarkú rókarigó (Neocossyphus rufus)
- fehérfarkú rókarigó (Neocossyphus poensis)

## Előfordulásuk
Afrika középső részén honosak. Természetes élőhelyeik a szubtrópusi vagy trópusi síkvidéki esőerdők és mocsári erdők. Állandó, nem vonuló fajok.

## Megjelenésük
Testhosszuk 22-25 centiméter közötti.

## Életmódjuk
Főként rovarokkal táplálkoznak, de pókokat is fogyasztanak.